# Il pane nudo
Il pane nudo (titolo originale ﺍﻟﺨﺒﺰ ﺍﻟحافي . ﺳﻴﺮة ﺫﺍﺗﻴـة ﺭﻭﺍءﻳـة , traslitterato Al-khubz al-hafi. Sira dhatiyya riwa'iyya, letteralmente: Il pane nudo. Autobiografia in forma di romanzo) è un romanzo di Mohamed Choukri scritto in arabo nel 1972. Reputata oggi una delle opere più importanti della letteratura marocchina contemporanea, e la più controversa dell'autore, fu tradotta in inglese da Paul Bowles nel 1973, e pubblicata in Francia nella traduzione di Tahar Ben Jelloun nel 1980. Non venne pubblicata in lingua araba fino al 1982, a causa dello scandalo generato dai contenuti ritenuti scabrosi presenti nel libro. Oggi conta ben 39 traduzioni in lingue straniere, e una versione graphic novel (in francese) dell'artista marocchino Abdelaziz Mouride.

## Trama
Si tratta del racconto dell'infanzia e dell'adolescenza di un giovane, Mohamed, nato in un povero villaggio berbero del Rif, tra i monti a nord del Marocco, trasferitosi con la sua famiglia negli anni Quaranta, in seguito ad una grave carestia, dapprima a Tangeri, poi a Tétouan, con una breve parentesi a Orano (in Algeria), ed infine nuovamente a Tangeri. Il ragazzo conoscerà ogni genere di esperienza, vivendo perlopiù in strada, per via dell'insostenibile situazione famigliare, con un padre alcolizzato ed estremamente violento ed una madre sottomessa e incapace di difendere i propri figli, uno dei quali viene addirittura ucciso, da piccolo, ad opera del padre stesso all'inizio del libro.
Ambientato negli ultimi anni della colonizzazione franco-spagnola del Marocco, il libro si conclude nel 1956, quando il giovane, ormai ventenne, decide di frequentare una scuola per imparare a leggere e scrivere, nello stesso momento in cui il Marocco accede all'indipendenza.
Il romanzo è in gran parte autobiografico. Il protagonista ha lo stesso nome e gli stessi dati anagrafici dell'autore, che come lui rimase analfabeta fino a vent'anni. Esso costituisce la prima parte di un'ideale trilogia autobiografica, cui faranno seguito i due romanzi Il tempo degli errori (Zaman Al-Akhtaâ, 1992) e Facce (Wujuh, 2000).
Il libro fu scritto dall'autore su impulso dello scrittore americano Paul Bowles, che, sentendo Choukri parlare del racconto della propria vita, gli propose di tradurlo in inglese. Choukri, al momento di accettare, pare non avesse in realtà scritto una sola riga, e la genesi del romanzo fu estremamente rapida. La traduzione in inglese (col titolo For Bread Alone, 1973), venne condotta sul manoscritto, ancora inedito, in arabo, in collaborazione con l'autore, che spiegava a Bowles il testo servendosi di un mix di francese, arabo dialettale marocchino e spagnolo.
Il titolo doveva originariamente essere Solo per il pane (Min ajli al-khubz wahdah), alludendo all'espressione evangelica "Non di solo pane vive l'uomo", ed è stato riprodotto così nella traduzione inglese. Il mutamento del titolo sarebbe stato suggerito dal connazionale Tahar Ben Jelloun al momento della traduzione in francese. La prima edizione in arabo venne pubblicata solo dopo il successo ottenuto dalle versioni inglese e francese. Per l'estrema scabrosità del contenuto, subì in diversi paesi arabi, tra cui lo stesso Marocco, una censura che si mantenne fino al 2000.

## Adattamenti

### Teatro
Realizzato in Marocco da Bouchra Ijork nel 1998, con Mohammed Marouazi come interprete principale.

### Film
Nel 2005 uscì il film di coproduzione marocco-algerino-italo-francese, Il pane nudo, diretto dal regista algerino Rachid Benhadj.

## Edizioni
- (EN)  For Bread Alone, trad. di Paul Bowles, London, Peter Owen, 1973.
- (FR)  Le pain nu, traduit de l'arabe et présenté par Tahar Ben Jelloun, Paris, Maspero, 1980; Paris, Seuil, 1981.
- (AR)   ﺍﻟﺨﺒﺰ ﺍﻟﺤﻔﻲ . ﺳﻴﺮة ﺫﺍﺗﻴـة ﺭﻭﺍءﻳـة Al-khubz al-khafi. Sira dhatiyya riwa'iyya 1935-1956, Casablanca, Matba' al-Najah al-Jadida, 1982.
- (ES)  El Pan desnudo, trad. di A. Djiblou, Barcelona, Montesinos, 1982.
- (DE)  Das nackte Brot, trad. di Georg Brunold & Viktor Kocher, Nördlingen, Franz Greno, 1986.

### Traduzioni italiane
- Il pane nudo, trad. [dal francese] di Mario Fortunato, Collana Confini, Roma-Napoli, Theoria, 1989-1993, ISBN 978-88-241-0146-2; Collana I grandi tascabili, Milano, Bompiani, 1992, ISBN 978-88-452-1946-7.
- Il pane asciutto, traduzione di Isabella Camera d'Afflitto e Fischione Fernanda, Collana Classici Contemporanei, Milano, Bompiani, 2023, ISBN 978-88-301-0591-1.